# Fear/SO BLUE
「Fear/SO BLUE」（フィアー/ソー ブルー）は、Kis-My-Ft2の28作目のシングル（両A面）。2021年9月15日にavex traxから発売された。

## 概要
両A面シングルのリリースは「SNOW DOMEの約束/Luv Sick」以来約8年ぶりとなる。
「Fear」はメンバーの北山宏光が主演を務めるテレビ東京系ドラマホリック!『ただ離婚してないだけ』主題歌、「SO BLUE」はKis-My-Ft2×LINE MUSICキャンペーンソングおよびフジテレビ系『もしもツアーズ』テーマソングに起用されている。
初回盤A/B、通常盤の3形態で発売。初回盤A特典DVDには配信ライブ「Kis-My-Ft2 LIVE TOUR 2021 HOME」に向けて制作されたソロ曲7曲のMVを、初回盤B特典DVDにはそのメイキングドキュメントを収録。通常盤にはコーワ「ウナコーワエース」CMソングの「Shining Ace」が収録され、特典DVDには「Fear」のMVとメイキングを収録。
2021年8月31日にavex公式YouTubeチャンネルにて「Fear」のミュージック・ビデオがプレミア公開された。
「SO BLUE」は自身の楽曲として初めて9月1日よりLINE MUSICにて先行配信されている。またミュージック・ビデオはないものの、9月1日から3日にかけて、Twitter上で同曲のリリックビデオに使用する空の写真・動画を募集する「"#キスマイ47都道府県の空を繋ぐ"リリックビデオ制作キャンペーン」を開催。完成したリリックビデオは9月15日17時よりLINE MUSICで先行配信され、17日22時にavex公式YouTubeチャンネルでも公開された。9月13日放送のTBS系『CDTV ライブ! ライブ!』でフルサイズでテレビ初披露された。
発売日同日より「Fear」が、LINE MUSICで配信された。

## チャート成績
初週売上13.0万枚を記録し、2021年9月21日発表のオリコン週間シングルランキングで初登場1位を獲得した。
同チャートでの首位獲得は、デビューシングル『Everybody Go』から28作連続1位となり、NEWSと並び歴代4位タイだった「デビュー（1st）からのシングル連続1位獲得作品数」記録を28とし、歴代単独4位となった。

## 収録内容

### CD

#### 通常盤・初回盤A
※「Shining Ace」以降、通常盤のみ収録。
1. Fear [4:09]
作詞：KOUDAI IWATSUBO、作曲：Chris Meyer・KOUDAI IWATSUBO、編曲：Chris Meyer
  - 北山宏光主演 テレビ東京系ドラマホリック!『ただ離婚してないだけ』主題歌
2. SO BLUE [4:00]
作詞・作曲：宇宿秀希・Kaz Kuwamura・Huge M・MiRai・Ryo Ito、編曲：ha-j
  - Kis-My-Ft2×LINE MUSICキャンペーンソング
  - フジテレビ系『もしもツアーズ』テーマソング
3. Shining Ace [3:59]
作詞・作曲：DjeDje、編曲：鈴木雅也
  - Kis-My-Ft2出演 コーワ「ウナコーワエース」CMソング
4. Fear -Instrumental-
5. SO BLUE -Instrumental-
6. Shining Ace -Instrumental-

#### 初回盤B
1. SO BLUE
2. Fear

### DVD

#### 通常盤
1. 「Fear」Music Video
2. 「Fear」Jacket Shooting & Music Videoメイキングドキュメント

#### 初回盤A/B
※初回盤Aは下記のSolo Music Video、初回盤Bは下記のSolo Music Video メイキングドキュメントを収録。
1. 灰になる前に - 北山宏光
2. Buzz - 千賀健永
3. Nemophila - 宮田俊哉 feat.一ノ瀬トキヤ（ST☆RISH）
4. 僕を照らすモノ - 横尾渉
5. ヨブコエ - 藤ヶ谷太輔
6. Share Love - 玉森裕太
7. BRAVE TUNING - 二階堂高嗣

### シリアル動画
※3形態同時予約特典
- 「Fear」Music Video -ソロver.-
  - 北山宏光 ver.
  - 千賀健永 ver.
  - 宮田俊哉 ver.
  - 横尾渉 ver.
  - 藤ヶ谷太輔 ver.
  - 玉森裕太 ver.
  - 二階堂高嗣 ver.

## 収録作品
| 楽曲タイトル | 収録                 | 収録                                                                   |
| ------------ | -------------------- | ---------------------------------------------------------------------- |
| Fear         | CDシングル           | 『Fear/SO BLUE』                                                       |
| Fear         | ミュージック・ビデオ | 『Fear/SO BLUE』〈通常盤〉                                             |
| Fear         | ライブ映像           | 『Two as One』〈ファンクラブ限定盤〉 （Kis-My-Ftに逢えるde Show 2022） |
| Fear         | ライブ映像           | 『Kis-My-Ftに逢えるde Show 2022 in DOME』                              |
| Fear         | CDアルバム           | 『Synopsis』〈×××××.POP UP STORE限定商品〉                             |
| Fear         | ミュージック・ビデオ | 『Synopsis』〈×××××.POP UP STORE限定商品〉                             |
| SO BLUE      | CDシングル           | 『Fear/SO BLUE』                                                       |
| SO BLUE      | CDアルバム           | 『Synopsis』〈×××××.POP UP STORE限定商品〉                             |
| Shining Ace  | CDシングル           | 『Fear/SO BLUE』〈通常盤〉                                             |
| Shining Ace  | ライブ映像           | 『For dear life』                                                      |